# Melanoplus platycercus
Melanoplus platycercus är en insektsart som beskrevs av Morgan Hebard 1920. Melanoplus platycercus ingår i släktet Melanoplus och familjen gräshoppor. Inga underarter finns listade i Catalogue of Life.